# Coulmannia frigida
Coulmannia frigida är en kräftdjursart som beskrevs av Hodgson 1910. Coulmannia frigida ingår i släktet Coulmannia och familjen Paramunnidae. Inga underarter finns listade i Catalogue of Life.